# Villa ter Beuken (Lokeren)
Villa ter Beuken is de naam van een villa met omliggend park in de Oost-Vlaamse stad Lokeren, gelegen aan Groendreef 8 in het Park ter Beuken.

## Geschiedenis
De Groendreef werd einde 19e eeuw aangelegd en rijke industriëlen kwamen aan deze straat wonen. Hier bezat grootgrondbezitter Cesar Eduard Cruyt een lusthof met paviljoenen en bijbehorend park. In 1875 werd het verkocht aan de Gentse textielhandelaar Léonce Schaetsaert. Er werd een vijver gegraven en het park werd verder ontwikkeld. In 1913 kwam de villa in handen van aan Léonce's zoon Georges Schaetsaert. Deze liet een nieuwe villa bouwen naar ontwerp van Prosper Buyck. Ten gevolge van de Eerste Wereldoorlog werd de villa niet voltooid. In 1920 werd deze aangekocht door Virginie Cock, telg uit een bekend geslacht van industriëlen. Zij was getrouwd met haar neef Hubert Cock. Het echtpaar gaf opdracht tot inrichting van de villa, maar in 1928 werd deze al verkocht aan Anne-Marie (Anna) Cogen (1891-1962), een bedrijfsleider van een haarsnijderij. Jarenlang woonde Anna Cogen hier.
‘La Belle Anna’ stond aan het hoofd van de grootste haarsnijderij Epouse P. Jacobs - A. Cogen Etablissement van Lokeren, die dierenvellen verwerkte voor de hoedenmakerij. Onder haar leiding groeide het bedrijf uit tot een internationaal succes met meer dan 250 werknemers. De fabriek had zelfs een filiaal in Barcelona. Toen ze stierf, kwam de legendarische hoedenmaker Giuseppe Borsalino afscheid nemen. 
In 1976 werd het domein verkocht aan de stad Lokeren. Het twee hectare grote park werd een openbaar park. In 1991 kocht de stad ook de naastgelegen Villa Geurts, waarin leslokalen voor de stedelijke kunstacademie werden ingericht. Vanaf 1981 werd het park gebruikt als Centrum voor Ruimtelijke Kunst, waartoe ook een kunstpaviljoen werd gerealiseerd.

## Gebouw
De villa is in eclectische stijl gebouwd in 1914. Ze vertoont kenmerken van cottagestijl en art nouveau. Het interieur werd van 1920-1926 vormgegeven door G.F. Bage. Anna Cogen gaf de gerenommeerde beeldhouwer Geo Verbanck in 1928 de opdracht om er een meer dan twee meter hoge bas-reliëf van Orpheus en Eurydice in de zijgevel in te werken. 

## Park
Het park werd in de loop van de tweede helft van de 19e eeuw ontwikkeld in Engelse landschapsstijl. Er is een serpentinevijver met brug in art-decostijl. Er is een overblijfsel van een ijskelder. In 1940 werd een conciërgewoning gebouwd. De hekken in art-decostijl zijn van 1929 en ontworpen door Geo Bontinck.